# Linum brachypetalum
Linum brachypetalum är en linväxtart som beskrevs av Oskar Schwartz. Linum brachypetalum ingår i släktet linsläktet, och familjen linväxter. Inga underarter finns listade i Catalogue of Life.